# 8406集团
8406集团是一个由越南天主教人士领导政治联盟团体，谋求越南民主化改革。2006年8月4日，多位越南的民运人士发表《2006年越南自由民主宣言》，宣称越南必须进行民主改革，此宣言在同年的4月8日被118位异见人士签署，后来这个组织被称为“8406集团”，支持者人数增长到数万人。

## 著名的集团成员
天主教神父阮文理在2007年3月30日因为支持该组织的宣言，被判处8年有期徒刑。他在2011年被释放，但同年又被关回监狱。
律师、劳工活动家陈国贤被指控为8406集团成员。2007年他受审，被以危害国家安全罪判处五年有期徒刑。他也在网络上发表批评政府的文章，例如“追踪”（The Tail），描述被政府管制下的生活。
前越共官员韦德回加入了这个集团，后来在2007年退出。2011年，他转发亲民主的文章后，被当局以“传播反政府言论罪”监禁。